# Žimutice
Obec Žimutice se nachází v okrese České Budějovice, kraj Jihočeský. Žije zde 625 obyvatel. Žimuticemi protéká potok Židova strouha, na němž leží Žimutický rybník.
V obci se nachází hasičský a myslivecký spolek, škola (1. stupeň) a mateřská školka.

## Části obce
Obec Žimutice se skládá z osmi částí na sedmi katastrálních územích. Kuriozitou je roztříštěnost území obce, způsobená osamostatněním některých dříve začleněných částí (Bečice (1961–1990), Dobšice (1976–1990), Horní Kněžeklady (1976–1890), Modrá Hůrka (1976–1990), Štipoklasy (1976–1990). Obec Žimutice tak v současnosti sestává ze tří nesouvislých území: Smilovice na severu, Krakovčice, Hrušov, Žimutice a Sobětice na východě, Třitim, Pořežany a Tuchonice na jihozápadě.
- Žimutice (i název k. ú.)
- Hrušov (leží v k. ú. Žimutice)
- Krakovčice (i název k. ú.)
- Pořežany (i název k. ú.)
- Smilovice (k. ú. Smilovice u Týna nad Vltavou)
- Sobětice (k. ú. Sobětice u Žimutic)
- Třitim (i název k. ú.)
- Tuchonice (i název k. ú.)

## Historie
Archeologické nálezy dokládají, že okolí Žimutic bylo osídleno již v pravěku. Bylo zde objeveno sídliště kultury s lineární keramikou. První písemná zmínka o vsi Žimutice (Zimenticz) pochází z roku 1261. Je v ní potvrzena existence kostela a farnosti. V obci sídlili vladykové ze Žimutic a Čábeličtí ze Soutic. Původní tvrz, která byla na břehu Žimutického rybníka, byla zničena v 15. století. Novější (renesanční) tvrz, kterou v areálu hospodářského dvora postavili  Čábeličtí ze Soutic, se postupně rozpadla.

## Pamětihodnosti
- Kostel svatého Martina ze 13. století
- Pomník padlým z první světové války

## Osobnosti
- Šimon Bárta (1864 – 1940) – římskokatolický kněz, teolog a biskup

## Galerie

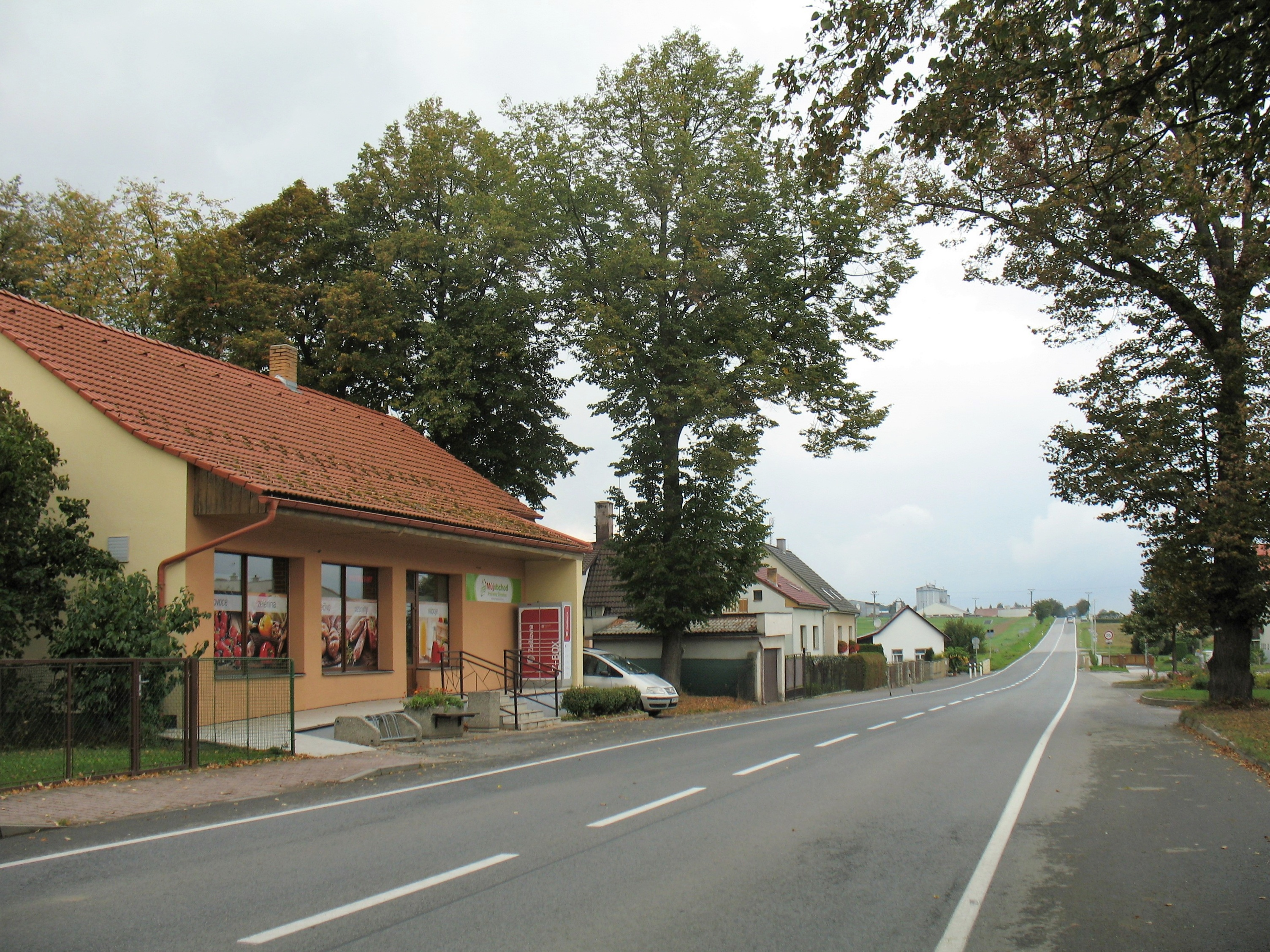
Obchod u silnice II/147, vedoucí do Týna n. Vlt.
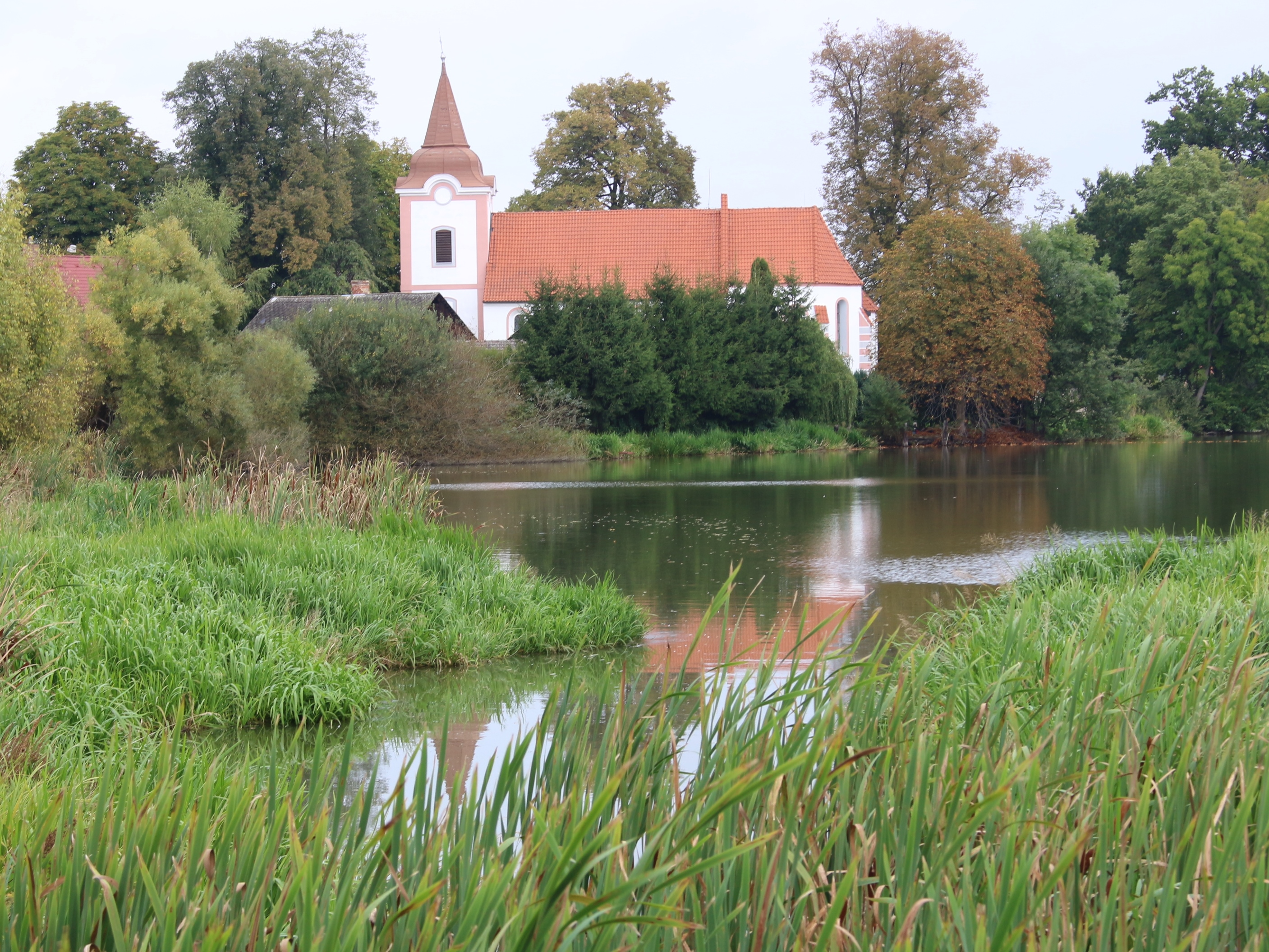
Kostel sv. Martina
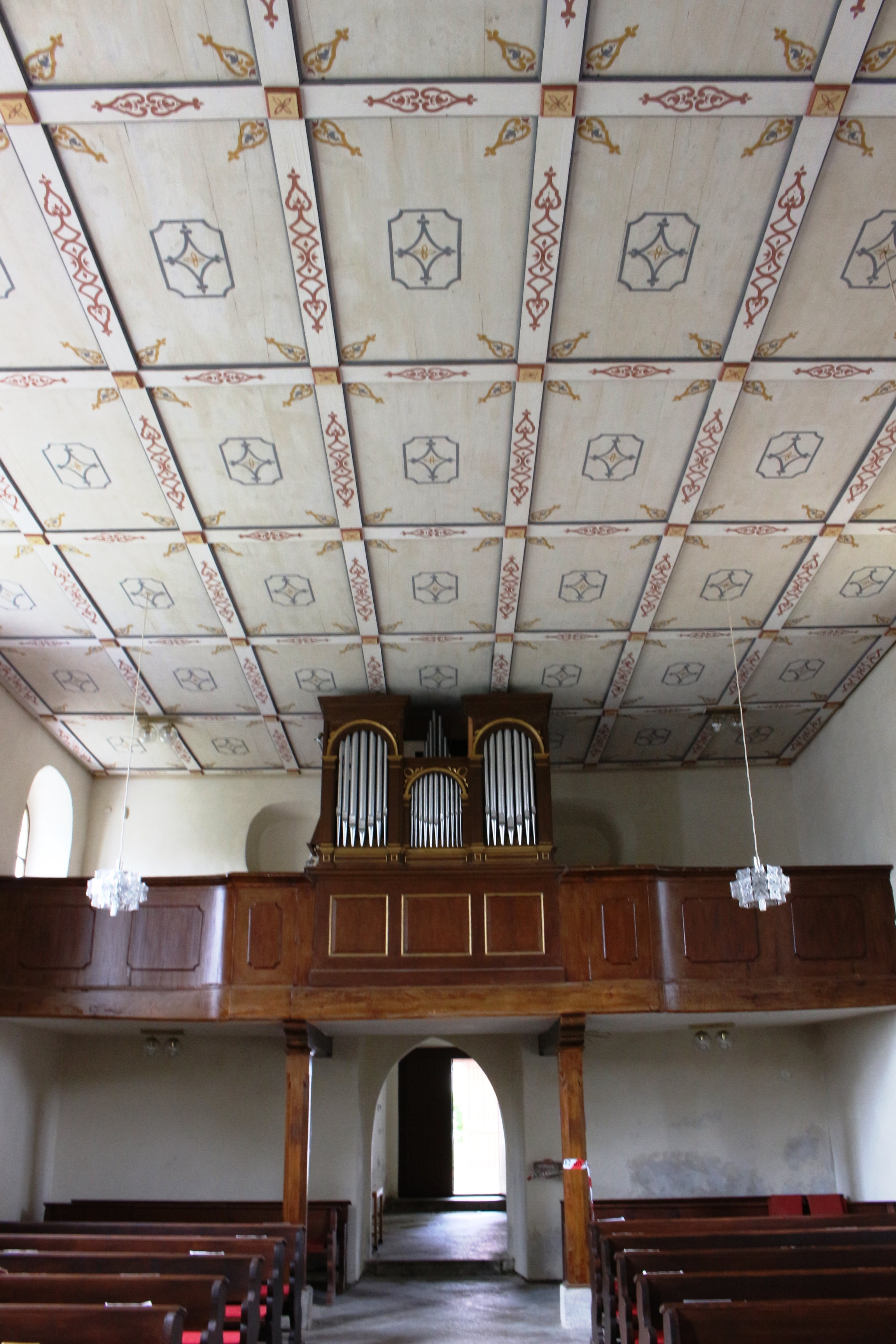
Kazetový strop a varhany v kostele sv. Martina
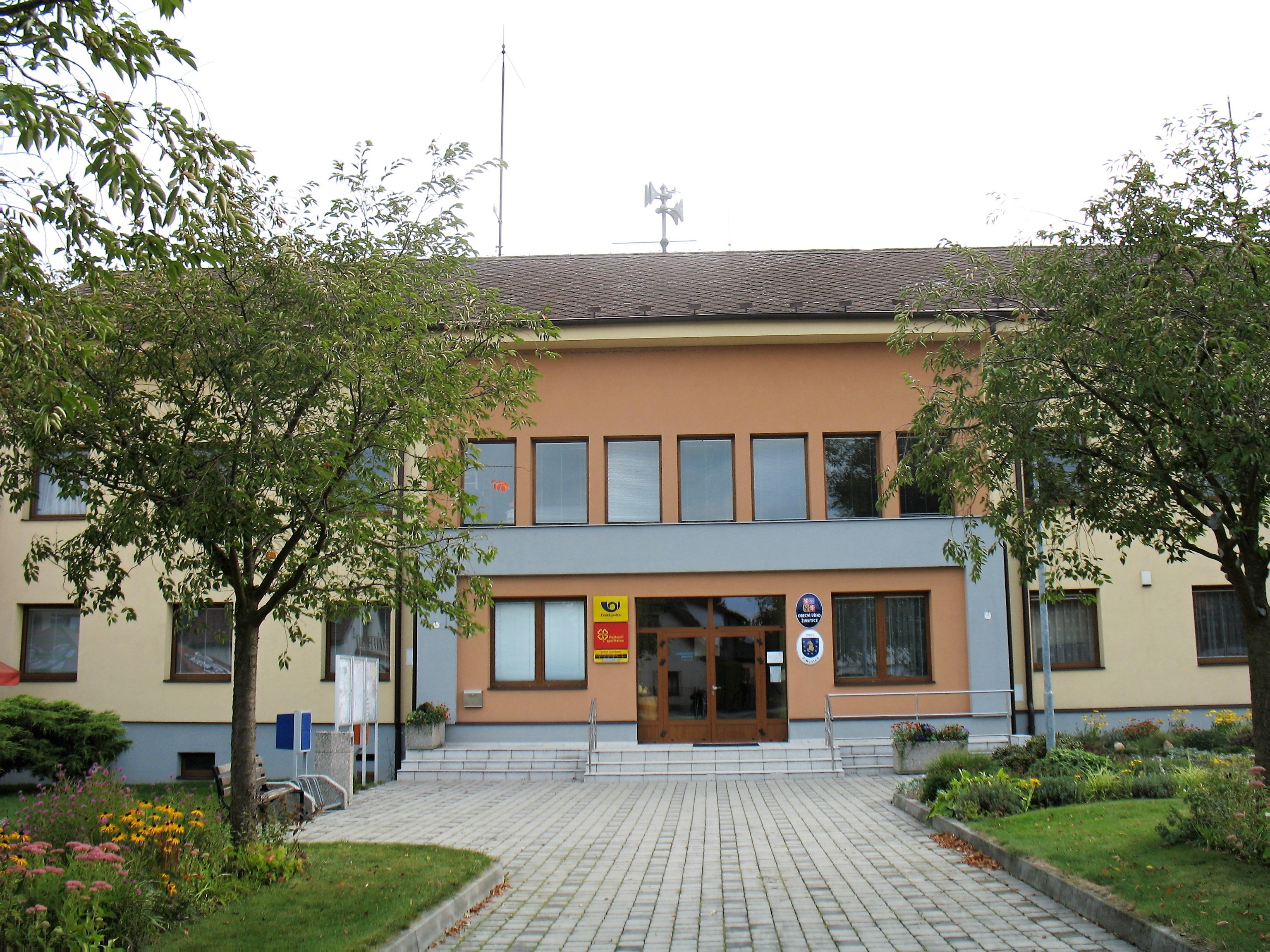
Obecní úřad a pošta
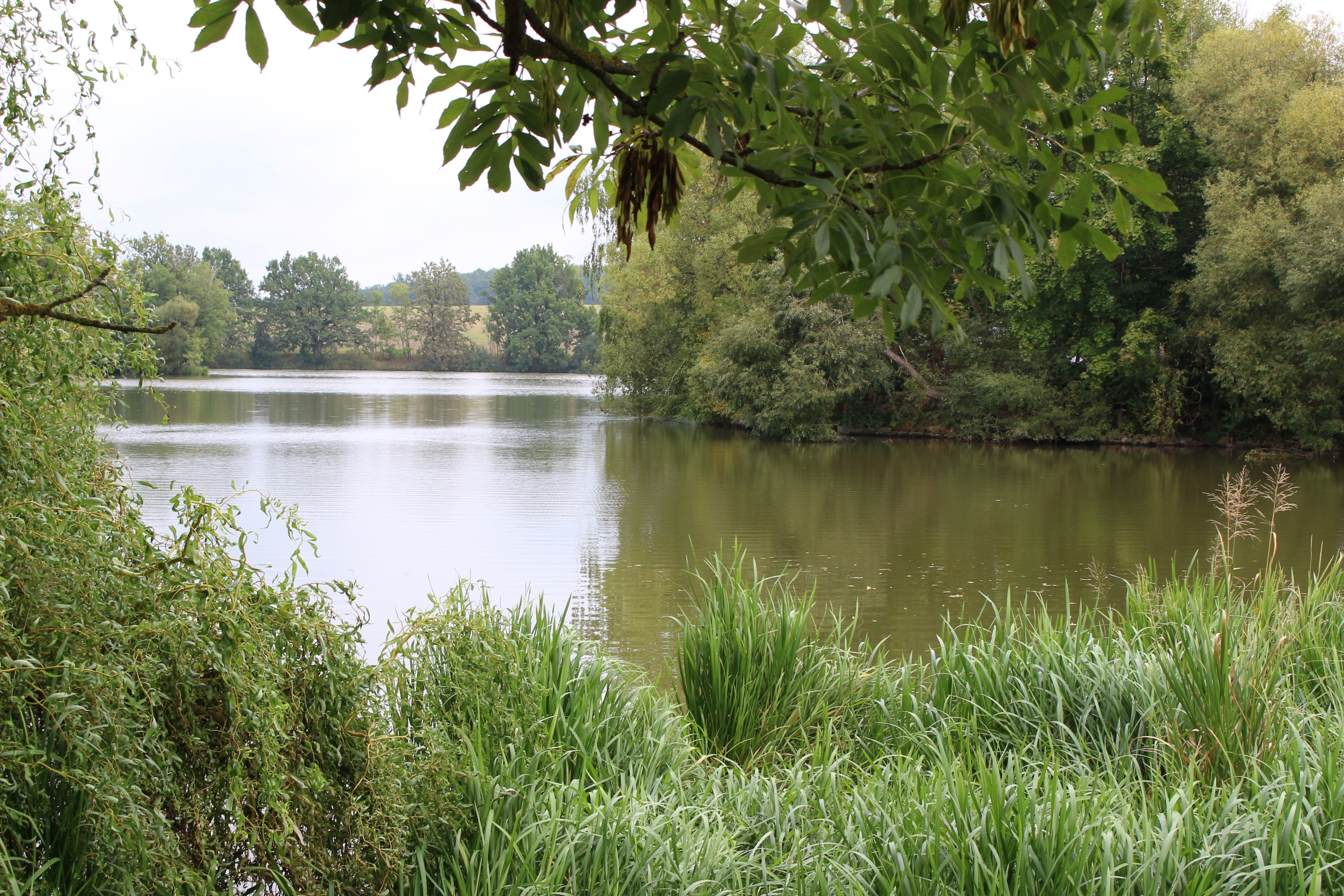
Źimutický rybník